# Contea di Dolores
La contea di Dolores (in inglese Dolores County) è una contea dello Stato del Colorado, negli Stati Uniti. La popolazione al censimento del 2000 era di 1 844 abitanti. Il capoluogo di contea è Dove Creek.

## Geografia
La contea si trova nel sud-ovest dello Stato, al confine con lo Utah. La parte occidentale è formata da alte mesa e canyon, mentre la parte orientale è montuosa.

### Contee confinanti
- Contea di San Miguel - nord
- Contea di San Juan - est
- Contea di La Plata - sud-est
- Contea di Montezuma - sud
- Contea di San Juan (Utah) - ovest

## Storia
L'area era abitata dagli Anasazi a partire dal 600 d.C. e fu poi abbandonata nel 1300. Nel 1550 la zona era terra del popolo Ute. La contea fu creata nel 1881 e fu chiamata così per l'omonimo fiume che scende dalle Montagne di San Juan.

## Towns
- Dove Creek (capoluogo)
- Rico